# 博尼法乔
博尼法乔（法語：Bonifacio，法語發音：[bɔnifasjo]，科西嘉語發音：[buniˈfatsju]），法国东南部城市，位于科西嘉岛上，地中海海滨，是南科西嘉省的一个市镇，隶属于萨尔泰讷区，其市镇面积为138.36平方公里，2022年1月1日时人口数量为3,269人，在法国城市中排名第3,507位。
博尼法乔位于南科西嘉省及科西嘉岛最南端，同时也是法国本土纬度最低点所在地，被称为“科西嘉的直布罗陀”（Gibraltar corse），与意大利撒丁岛隔博尼法乔海峡相望。博尼法乔是科西嘉的一个区域性的中心城市，同时也是该岛的第三大旅游港口，因当地的海岬岩溶景观及堡垒遗迹而闻名。

## 地名来源
“Bonifacio”一名可能出自人名“Boniface”，后者为公元九世纪的一名公爵，被认为是博尼法乔的创建者。
博尼法乔所处区域历史上通行科西嘉语，“Bonifacio”对应的科西嘉语拼写为“Bunifaziu”，其读音为“[buniˈfatsju]”；此外，“Bonifacio”对应的利古里亚语博尼法乔方言拼写为“Bunifazziu”。

## 历史

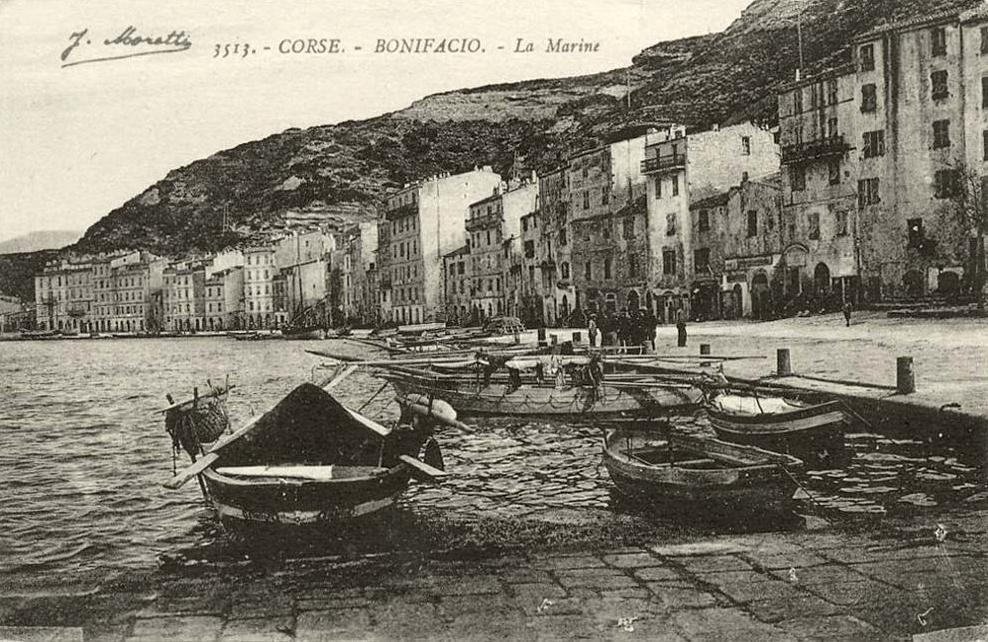
二十世纪初的博尼法乔

博尼法乔的早期历史尚不清楚。根据当地官方网站的论述，博尼法乔境内的一处山洞中曾发现一具公元前七千年的女性人类遗骸，后者被称为“博尼法乔之妇”（la dame de Bonifacio）。古典时期，腓尼基、迦太基、古希腊和古罗马军队均曾登陆博尼法乔。中世纪时，博尼法乔因其陡峭的地形及特殊的地理位置而成为战略要地，长期处于比萨和热那亚两个城邦的争夺之中。13世纪后，热那亚人逐渐控制了博尼法乔并在此修建了长达两公里的城墙。15世纪时，西西里及阿拉贡国王阿方索五世率兵占领博尼法乔并在此兴建博尼法乔城堡。意大利战争期间，土耳其将领德拉古特在富瓦伯爵拉巴尔特德泰尔姆的保罗的帮助下于1533年发动博尼法乔围城战并取得胜利，后博尼法乔通过1559年签署的《卡托-康布雷西和约》重返热那亚。1768年，热那亚王国与法兰西王国签署《凡尔赛条约》，博尼法乔及其所处的科西嘉岛被卖给了法兰西王国。法国大革命后，博尼法乔成为利亚莫讷省（1811年更名为“科西嘉省”）的一个市镇。1793年，共和国军队曾以博尼法乔作为基地发动萨丁尼亚远征但未能成功。自19世纪以来，因自然条件不佳，博尼法乔常驻居民数量有所减少，但当地亦因独特的自然景观而成为科西嘉岛的一处旅游胜地。1976年，科西嘉省一分为二，博尼法乔被划入新成立的南科西嘉省。

## 地理

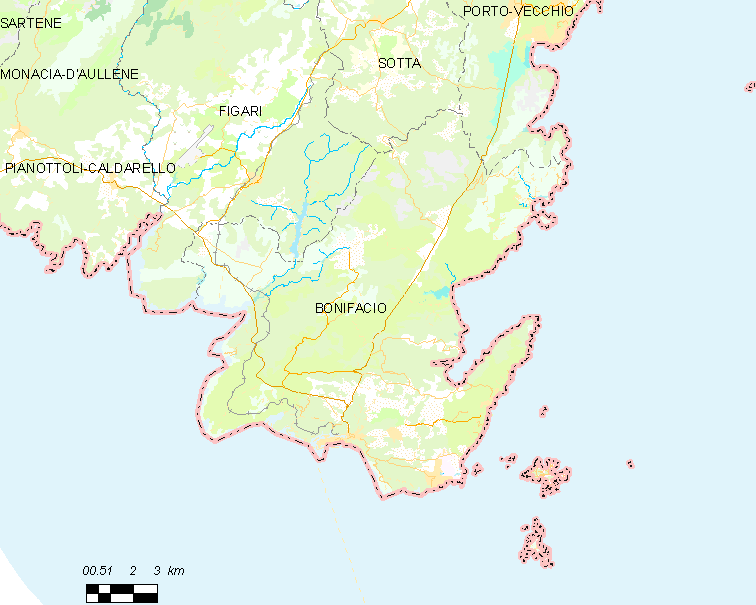
博尼法乔市镇范围地图

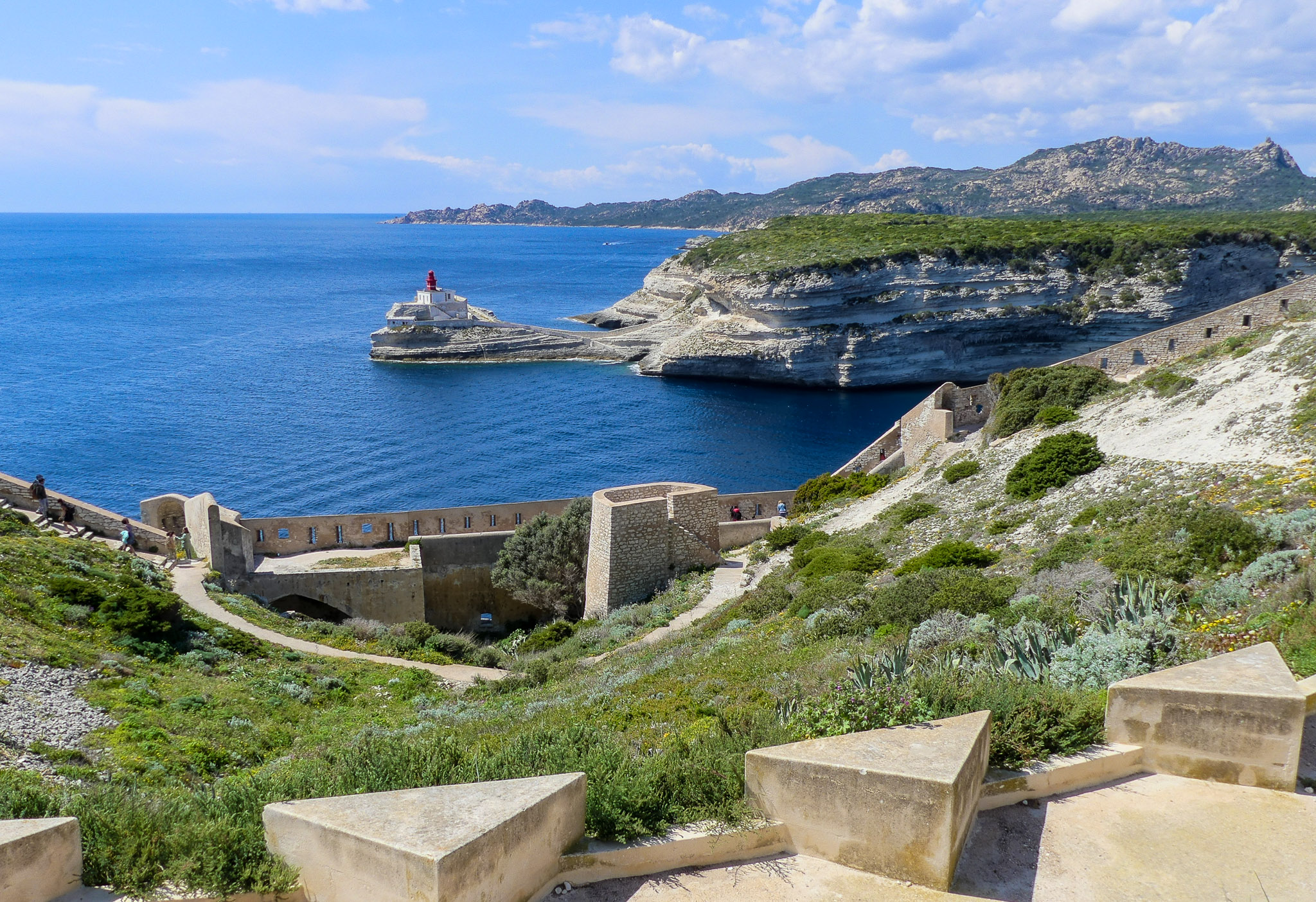
博尼法乔内港入海口

博尼法乔位于法国东南部，科西嘉岛和南科西嘉省的最南端，距离省会阿雅克肖大约130公里。与博尼法乔接壤的市镇包括菲加里、索塔和韦基奥港。

### 地形
博尼法乔位于科西嘉岛南部，境内以丘陵为主，市镇中心位于一处海滨岬角之上，地势崎岖，市镇范围内东北部和西部分别为阿拉帕高原（Plateau d'Arapa）和拉特里尼泰山（Mont de La Trinité），全境海拔在0到340米之间。

### 水文
博尼法乔市镇中心北、西、南三面环海，此外其市镇范围内还有多条径直汇入地中海的溪流。

### 植被
博尼法乔属于亚热带硬叶林区，林地多分布于山坡及水域附近，其市镇范围全境自1999年起被划入博尼法乔海峡自然保护区。
在鲜花城市的评比中，博尼法乔暂未被评级。

### 气候
博尼法乔在柯本气候分类法中属于地中海气候（Csb）。
博尼法乔境内设有气象站，以下为该气象站的数据（其中日照数据取自菲加里）：
| 博尼法乔 1981年－2019年 | 博尼法乔 1981年－2019年 | 博尼法乔 1981年－2019年 | 博尼法乔 1981年－2019年 | 博尼法乔 1981年－2019年 | 博尼法乔 1981年－2019年 | 博尼法乔 1981年－2019年 | 博尼法乔 1981年－2019年 | 博尼法乔 1981年－2019年 | 博尼法乔 1981年－2019年 | 博尼法乔 1981年－2019年 | 博尼法乔 1981年－2019年 | 博尼法乔 1981年－2019年 | 博尼法乔 1981年－2019年 |
| 月份                    | 1月                     | 2月                     | 3月                     | 4月                     | 5月                     | 6月                     | 7月                     | 8月                     | 9月                     | 10月                    | 11月                    | 12月                    | 全年                    |
| ----------------------- | ----------------------- | ----------------------- | ----------------------- | ----------------------- | ----------------------- | ----------------------- | ----------------------- | ----------------------- | ----------------------- | ----------------------- | ----------------------- | ----------------------- | ----------------------- |
| 历史最高温 °C（°F）     | 22.8 (73.0)             | 23.4 (74.1)             | 26 (79)                 | 26.4 (79.5)             | 33.4 (92.1)             | 35.4 (95.7)             | 39.7 (103.5)            | 39.1 (102.4)            | 33.7 (92.7)             | 30.6 (87.1)             | 26.4 (79.5)             | 21.2 (70.2)             | 39.7 (103.5)            |
| 平均高温 °C（°F）       | 12.6 (54.7)             | 12.6 (54.7)             | 14 (57)                 | 16.1 (61.0)             | 19.9 (67.8)             | 23.4 (74.1)             | 26.6 (79.9)             | 27.2 (81.0)             | 24.4 (75.9)             | 21 (70)                 | 16.6 (61.9)             | 13.6 (56.5)             | 19 (66)                 |
| 日均气温 °C（°F）       | 10.4 (50.7)             | 10.1 (50.2)             | 11.5 (52.7)             | 13.4 (56.1)             | 17 (63)                 | 20.5 (68.9)             | 23.6 (74.5)             | 24.2 (75.6)             | 21.5 (70.7)             | 18.4 (65.1)             | 14.3 (57.7)             | 11.4 (52.5)             | 16.4 (61.5)             |
| 平均低温 °C（°F）       | 8.2 (46.8)              | 7.7 (45.9)              | 9.1 (48.4)              | 10.8 (51.4)             | 14.2 (57.6)             | 17.6 (63.7)             | 20.6 (69.1)             | 21.3 (70.3)             | 18.7 (65.7)             | 15.9 (60.6)             | 12 (54)                 | 9.2 (48.6)              | 13.8 (56.8)             |
| 历史最低温 °C（°F）     | −4.2 (24.4)             | −3.4 (25.9)             | −2 (28)                 | 2 (36)                  | 6.2 (43.2)              | 5 (41)                  | 9.8 (49.6)              | 10 (50)                 | 8.6 (47.5)              | 1.4 (34.5)              | 1.2 (34.2)              | −1 (30)                 | −4.2 (24.4)             |
| 平均降水量 mm（）       | 48.6 (1.91)             | 42.4 (1.67)             | 46.4 (1.83)             | 54.4 (2.14)             | 39.2 (1.54)             | 19.2 (0.76)             | 6 (0.2)                 | 10 (0.4)                | 48.3 (1.90)             | 75.9 (2.99)             | 79.3 (3.12)             | 72.2 (2.84)             | 541.9 (21.33)           |
| 月均日照時數            | 128.2                   | 144                     | 204.4                   | 218.9                   | 292.3                   | 332                     | 375.5                   | 331.6                   | 250.8                   | 195.9                   | 132                     | 114.6                   | 2,720.2                 |
| 来源：infoclimat.fr     |                         |                         |                         |                         |                         |                         |                         |                         |                         |                         |                         |                         |                         |

## 行政区划
博尼法乔的市镇编号为2A041，邮政编号为20169。
在行政管理方面，博尼法乔隶属于法国科西嘉大区南科西嘉省萨尔泰讷区；在地方选举方面，博尼法乔隶属于大南县，其市镇范围全境被划入南科西嘉省第二选区；在社会管理方面，博尼法乔是南科西嘉市镇公共社区的组成部分。
截至2024年3月，博尼法乔市镇范围内暂无任何城市敏感街区及城市政策优先街区。
法国国家统计与经济研究所（简称）在进行数据统计时，将博尼法乔市镇单独设为博尼法乔城市核心区，未将博尼法乔划入任何城市区（Aire urbaine）及城市辐射区（Aire d'attraction）。此外，还将博尼法乔市镇整体看作一个“块区”（IRIS），以便于统计人口分布情况。

## 交通

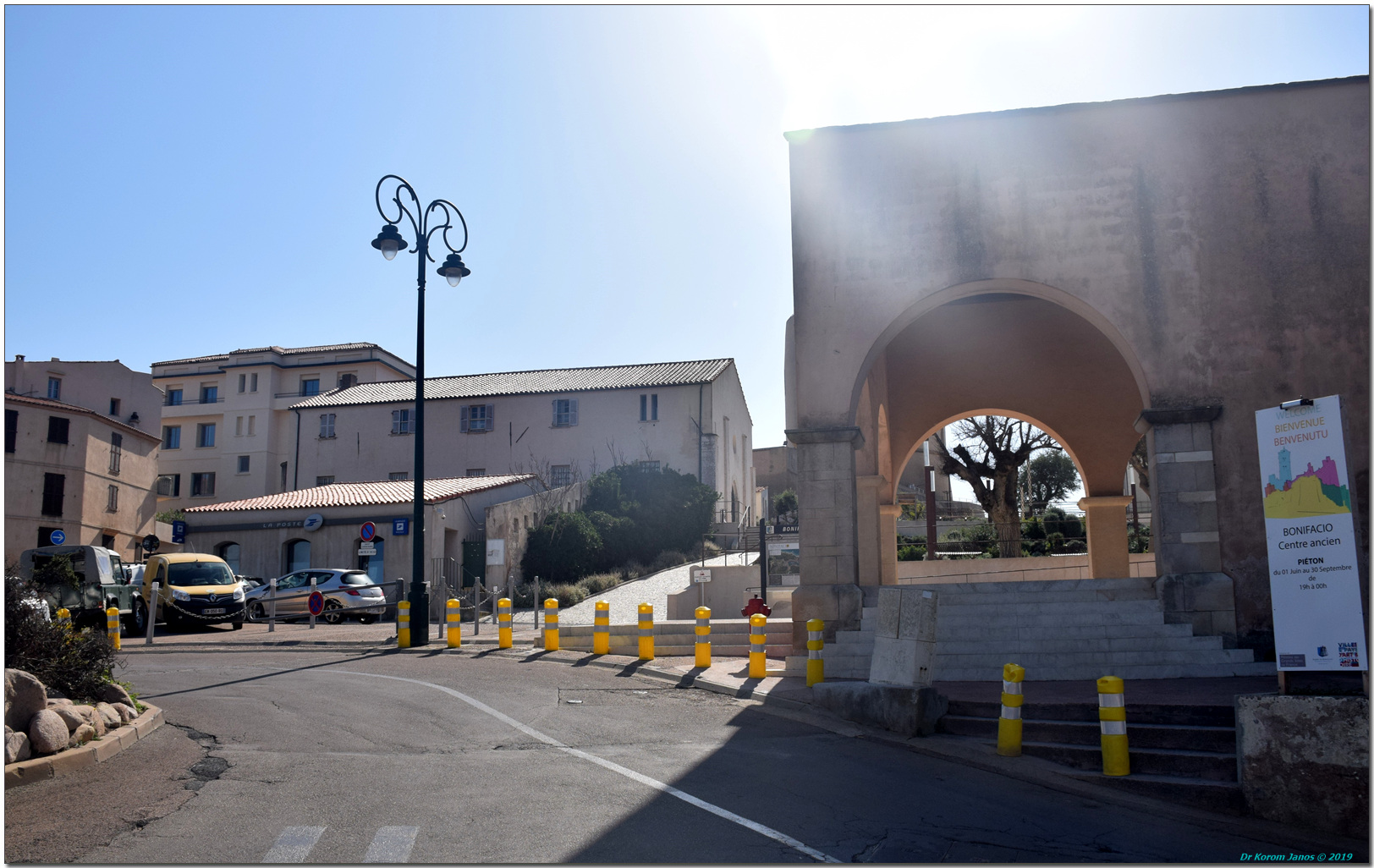
欧罗巴广场附近的道路

### 公路
科西嘉地方公路T10线和RT40线及南科西嘉省省道D58线、D59线、D60线和D859线在博尼法乔境内交汇。科西嘉城际客运巴士的多条线路经停博尼法乔，可通往阿雅克肖、萨尔泰讷、韦基奥港等地。
| 阿雅克肖 | 130 |

| 萨尔泰讷 | 52 |

| 韦基奥港 | 28 |

| 索塔 | 27 |

2020年，39.5%的博尼法乔家庭拥有至少一辆私人汽车。2021年，博尼法乔境内共发生各类交通事故5起，造成6人受伤，其中2人重伤。

### 铁路
距离博尼法乔最近的运营中的客运铁路车站为124公里外的卡沃讷站，该站停靠直通阿雅克肖及巴斯蒂亚的区域列车。

### 航空
博尼法乔距离菲加里机场的公路里程大约21公里。

### 城市公共交通
截至2024年3月，博尼法乔暂无城市公共交通系统。

## 政治

### 市政内阁
博尼法乔的现任市长为让-夏尔·奥尔苏奇先生（Jean-Charles ORSUCCI），他是复兴党的一名成员，在2020年的市政选举中获得了100.00%的支持率（无其他候选人）。
| 博尼法乔历届市长 | 博尼法乔历届市长                            | 博尼法乔历届市长                 |
| 任期             | 市长                                        | 党派                             |
| ---------------- | ------------------------------------------- | -------------------------------- |
| 1943年－1945年   | Augustin VARSI 奥古斯坦·瓦尔西              | 不详                             |
| 1945年－1947年   | Barthélémy ZICAVO 巴尔泰莱米·齐卡沃         | 不详                             |
| 1947年－1953年   | François PANZANI 弗朗索瓦·庞扎尼            | 不详                             |
| 1953年－1965年   | Don Mathieu TRAMONI 唐·马蒂厄·特拉莫尼      | 不详                             |
| 1965年－1971年   | Dominique MILANO 多米尼克·米拉诺            | 不详                             |
| 1971年－1978年   | Michel FERDANI 米歇尔·费尔达尼              | PS社会党                         |
| 1978年－1989年   | Xavier SÉFARINO 格扎维埃·塞法里诺           | DVD右翼无党派人士                |
| 1989年－2008年   | Jean-Baptiste LANTIERI 让-巴蒂斯特·朗蒂耶里 | UDF法国民主联盟 →UMP人民运动联盟 |
| 2008年－         | Jean-Charles ORSUCCI 让-夏尔·奥尔苏奇       | PS社会党 →LREM复兴               |

### 各级选举
| 博尼法乔历届投票选举结果 | 博尼法乔历届投票选举结果 | 博尼法乔历届投票选举结果 | 博尼法乔历届投票选举结果 | 博尼法乔历届投票选举结果 | 博尼法乔历届投票选举结果 | 博尼法乔历届投票选举结果 | 博尼法乔历届投票选举结果 | 博尼法乔历届投票选举结果 | 博尼法乔历届投票选举结果 |
| 选举项目                 | 选举范围                 | 选区单位                 | 选区单位内的选举结果     | 选区单位内的选举结果     | 选区单位内的选举结果     | 选区单位内的选举结果     | 选区单位内的选举结果     | 选区单位内的选举结果     | 参考资料                 |
| 选举项目                 | 选举范围                 | 选区单位                 | 第一轮胜出者             | 第一轮胜出者             | 支持率                   | 第二轮胜出者             | 第二轮胜出者             | 支持率                   | 参考资料                 |
| ------------------------ | ------------------------ | ------------------------ | ------------------------ | ------------------------ | ------------------------ | ------------------------ | ------------------------ | ------------------------ | ------------------------ |
| 2017年法國總統選舉       | 法國                     | 市镇                     |                          | 弗朗索瓦·菲永            | 27.56%                   |                          | 埃马纽埃尔·马克龙        | 52.96%                   | [ 23 ]                   |
| 2017年法国立法选举       | 南科西嘉省第二选区       | 市镇                     |                          | 让-夏尔·奥尔苏奇         | 59.29%                   |                          | 保罗-安德烈·科隆巴尼     | 55.61%                   | [ 23 ]                   |
| 2019年欧洲议会选举       | 法國                     | 市镇                     |                          | 若尔丹·巴尔代拉          | 31.08%                   | （不适用）               | （不适用）               | （不适用）               | [ 25 ]                   |
| 2021年法国大区选举       | 科西嘉                   | 市镇                     |                          | 让-夏尔·奥尔苏奇         | 54.94%                   |                          | 吉勒·西梅奥尼            | 30.49%                   | [ 26 ]                   |
| 2022年法国总统选举       | 法國                     | 市镇                     |                          | 玛丽娜·勒庞              | 30.12%                   |                          | 玛丽娜·勒庞              | 57.36%                   | [ 23 ]                   |
| 2022年法国立法选举       | 南科西嘉省第二选区       | 市镇                     |                          | 保罗-安德烈·科隆巴尼     | 31.5%                    |                          | 保罗-安德烈·科隆巴尼     | 54.08%                   | [ 23 ]                   |

## 人口
2021年，博尼法乔市镇人口数量为3,200，在法国排名第3,507位。其中男性1,580人，女性1,624人，75岁及以上人口占10.0%，外籍人口数量为321人，人口密度为23人/平方公里，当地居民被称为（男性）或（女性）。2022年，博尼法乔境内出生33人，死亡人口37人。
| 博尼法乔1901年－2021年人口变化情况 |
|                                    |
| 数据来源：Cassini、INSEE           |

## 经济
博尼法乔是一个区域性的中心城市。截至2024年3月，博尼法乔市镇范围内共有各类用人单位（包含自雇）1,457家，平均历史为17年，均为中小型企业（PME），2024年1月至3月间，当地的经济活力指数为0.07%。（旅游接待）、（食品）及（零售）是当地2021年营业额最高的三个企业，分别为5,830,967欧元、5,737,736欧元和4,958,482欧元。

## 财政与居民收入
2022年，博尼法乔的财政收入总额为7,708,510欧元，财政支出总额为6,415,100欧元，当年的债务总额为10,541,800欧元。2022年，博尼法乔市镇通过增值税获得489,550欧元的收入，此外当地还共获得了726,640欧元的国家直接财政补助。
| 博尼法乔居民收入情况                             | 博尼法乔居民收入情况 | 博尼法乔居民收入情况  | 博尼法乔居民收入情况 |
| 内容                                             | 博尼法乔             | 法国                  | 统计年份             |
| ------------------------------------------------ | -------------------- | --------------------- | -------------------- |
| 征税家庭总数                                     | 1,389                | 1,081（法国市镇平均） | 2022年               |
| 居民平均月收入                                   | 2,061欧元            | 2,435欧元             | 2022年               |
| 高级职员人均月收入                               | 3,394欧元            | 4,331欧元             | 2021年               |
| 中级职员人均月收入                               | 2,262欧元            | 2,470欧元             | 2021年               |
| 普通职员人均月收入                               | 1,761欧元            | 1,801欧元             | 2021年               |
| 贫困率                                           | 16%                  | 14.5%                 | 2020年               |
| 青壮年（15至64岁）失业率                         | 15.0%                | 7.4%                  | 2020年               |
| 征税家庭数量占比                                 | 44.4%                | 45.5%                 | 2020年               |
| 家庭年均纳税                                     | 5,995欧元            | 4,393欧元             | 2022年               |
| 资料来源：INSEE、L'Internaute、Le Journal du Net |                      |                       |                      |

## 社会事务

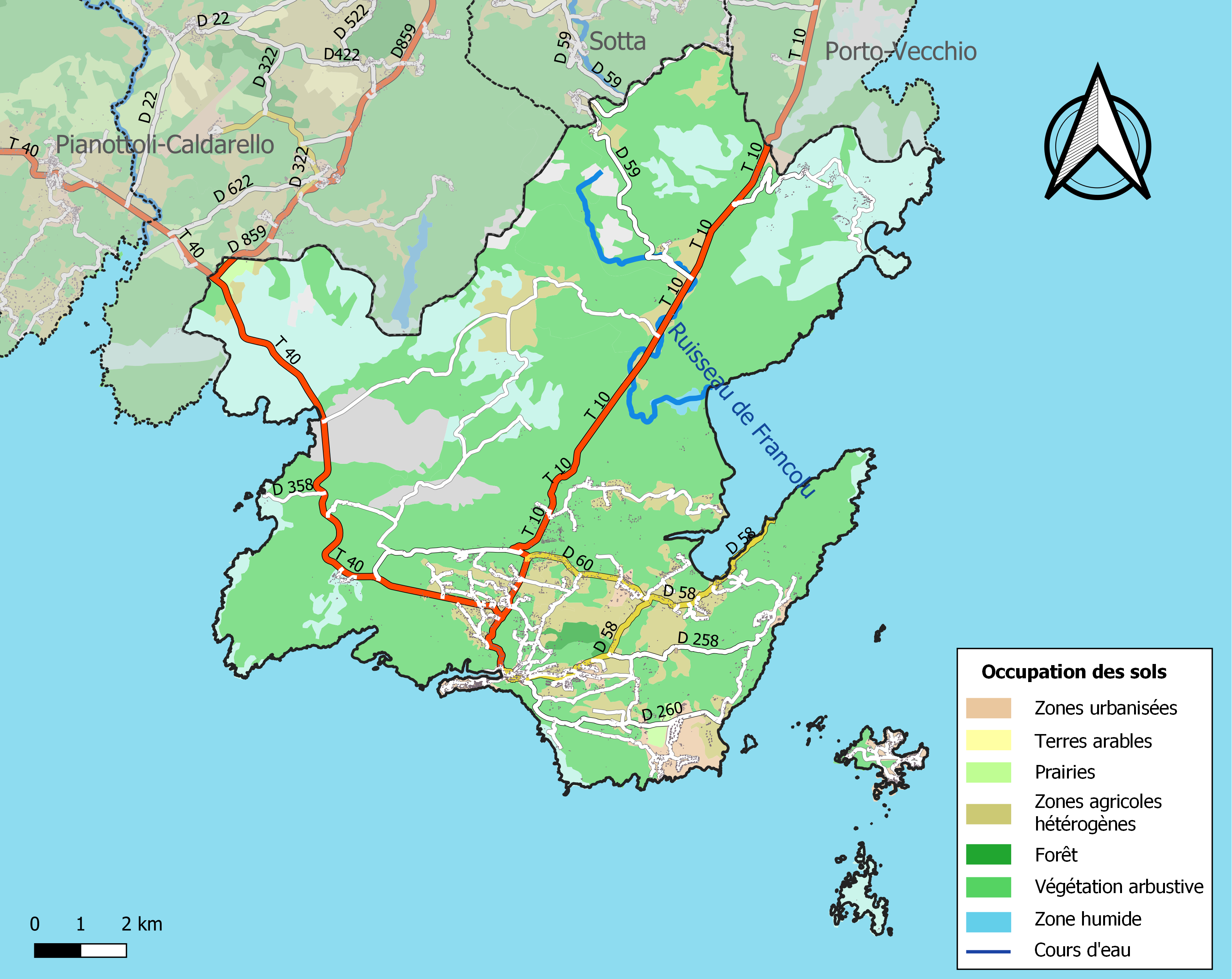
博尼法乔土地利用情况地图

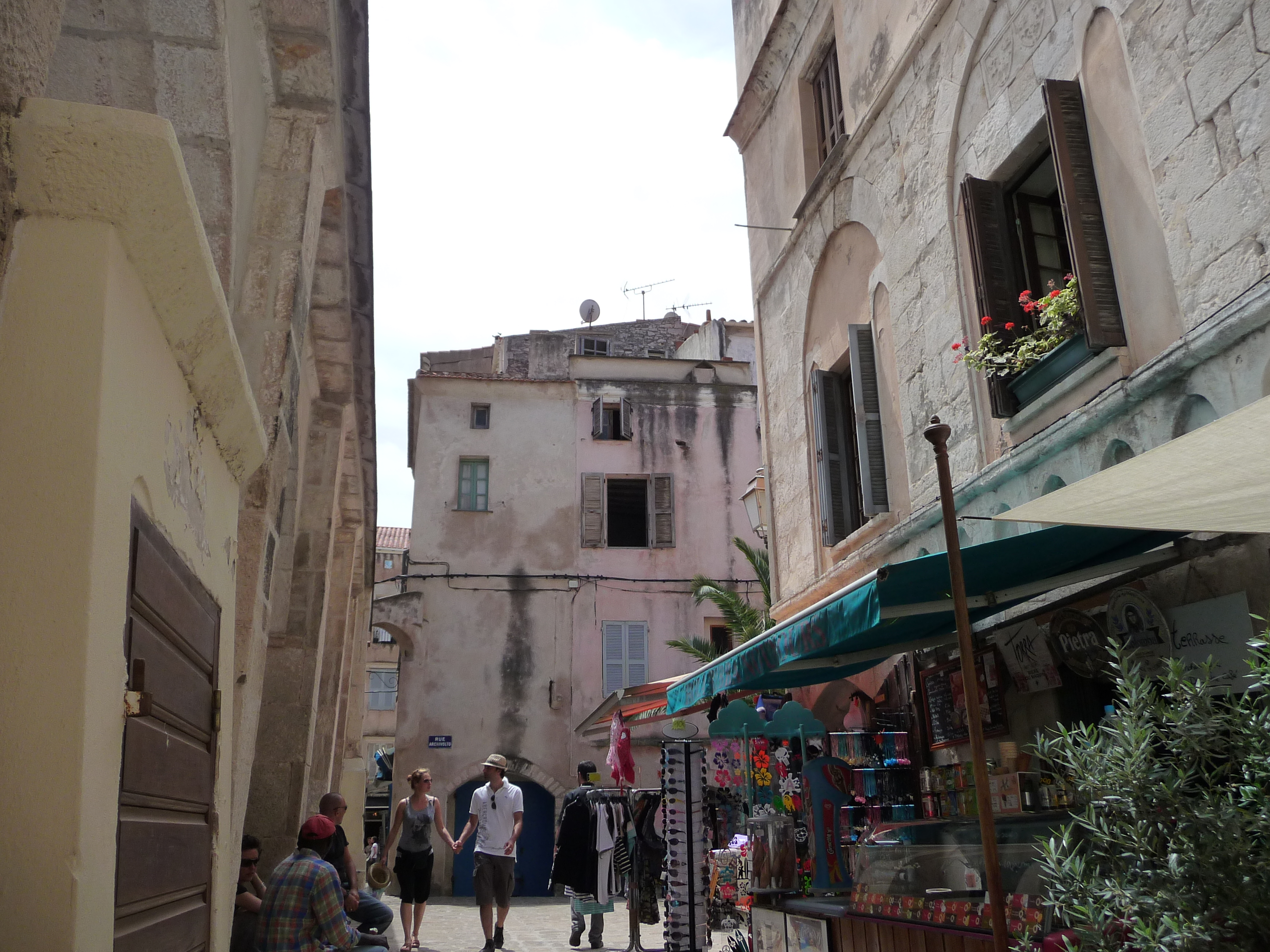
镇中心的洛吉亚街

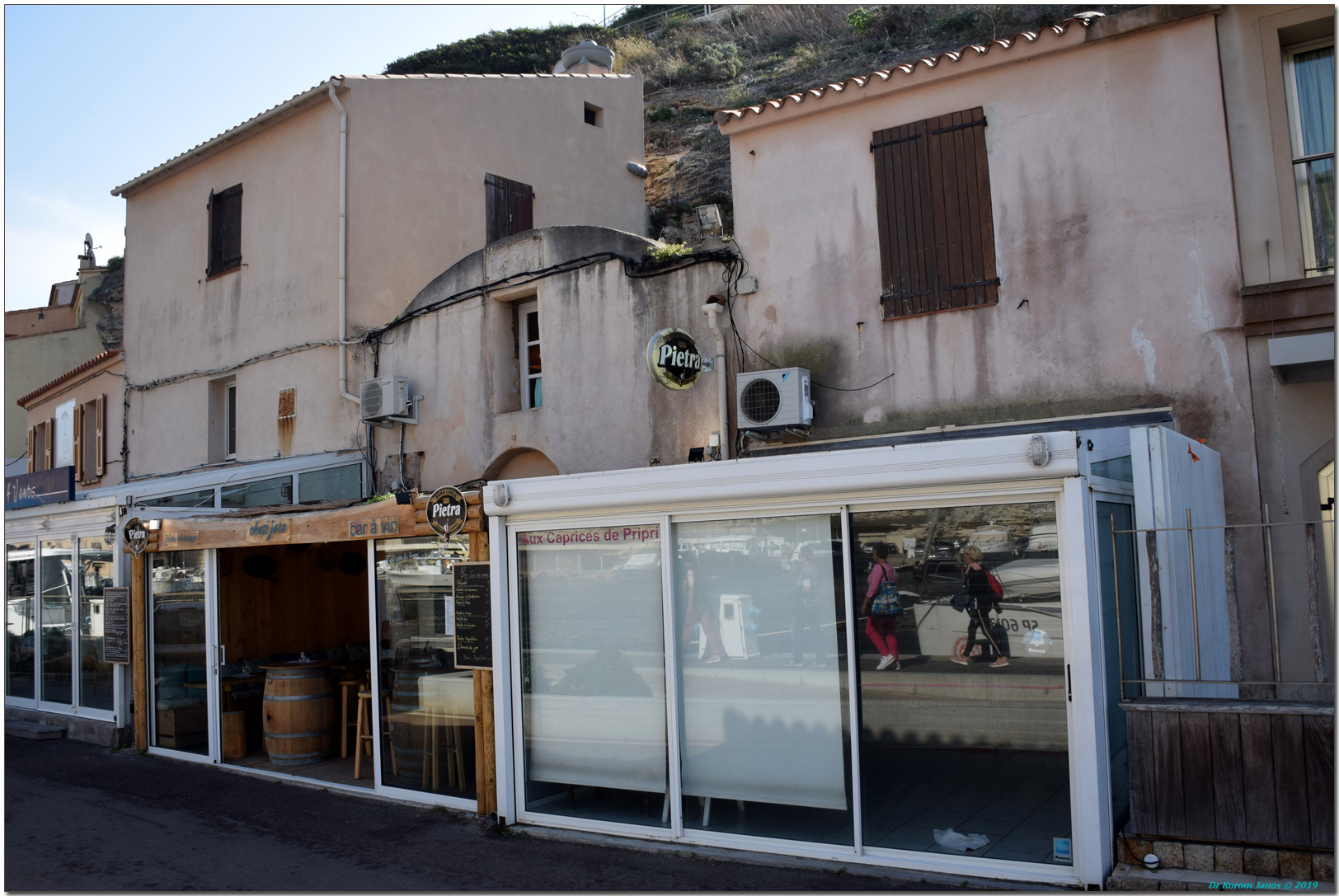
一家餐厅

### 教育
博尼法乔属于科西嘉学区。截至2021年1月1日，博尼法乔境内共有1所幼儿园、1所小学和1所初级中学。2021至2022学年度，博尼法乔境内共有在校中等教育阶段学生268名。

### 医疗
截至2021年1月1日，博尼法乔境内共有全科医生2名、保健师4名、牙医3名、护士10名、眼科医生1名和助产士2名。境内共有药房1家、养老院1家。
博尼法乔中心医院（Centre Hospitalier de Bonifacio）是法国的一个区域性医疗机构，其主病区位于博尼法乔市区北侧，设有床位100个。

### 住房
2020年，博尼法乔境内共有各类住房3,244套，其中66.0%为独立式住宅，33.2%为集中式住宅。常住房屋占博尼法乔市镇范围内居民建筑总量的43.8%。
在住房保障政策方面，2022年，博尼法乔境内共有169户家庭获得了住房经济补助，受益人数占总人口数量的5.3%，其中189份为房租补助。

### 商业
2021年，博尼法乔境内共有各类实体商铺238家，其中餐厅83家、大型超市4家、杂货店7家、面包房8家、肉铺3家、书店1家、银行门店1家、美容美发店5家、汽车维修店4家。博尼法乔镇中心建有一家Spar便民超市。

### 体育
2021年，博尼法乔境内共有1间体育馆、3处网球场、1处马术场、1处足球或橄榄球场、1处篮球或排球场以及1处高尔夫球场。
截至2024年2月，博尼法乔境内共有两家注册足球俱乐部。博尼法乔青年体育足球会（JS Bonifacio Football，编号518928）是当地的代表性足球队，成立于1921年，其主队2023至2024赛季参加科西嘉大区足球联赛乙组（法国第七级别），其主场为安托万·塔西斯特罗球场（Stade Antoine Tassistro）。

### 环境
博尼法乔的环境事务由其所属的南科西嘉市镇公共社区联合各级政府协调负责。2021年，博尼法乔境内暂无污染企业。

### 治安
2021年，博尼法乔市镇范围内共有1处宪兵队。
博尼法乔及其附近的共9个市镇是韦基奥港国家宪兵队（zone gendarmerie de Porto-Vecchio）的管辖范围。2020年，该宪兵队累计记录各类案件1,460起，其中盗窃类案件608起，经济类案件268起，毒品交易类案件93起。

## 文化
2021年，博尼法乔境内有1家博物馆。博尼法乔境内建有多媒体中心（Médiathèque），每周二至六向公众开放。

### 建筑
博尼法乔境内有多处历史建筑，其中博尼法乔城堡、阿拉贡国王台阶、博尼法乔圣多米尼克教堂、圣弗朗索瓦教会等为法国国家文物保护单位。

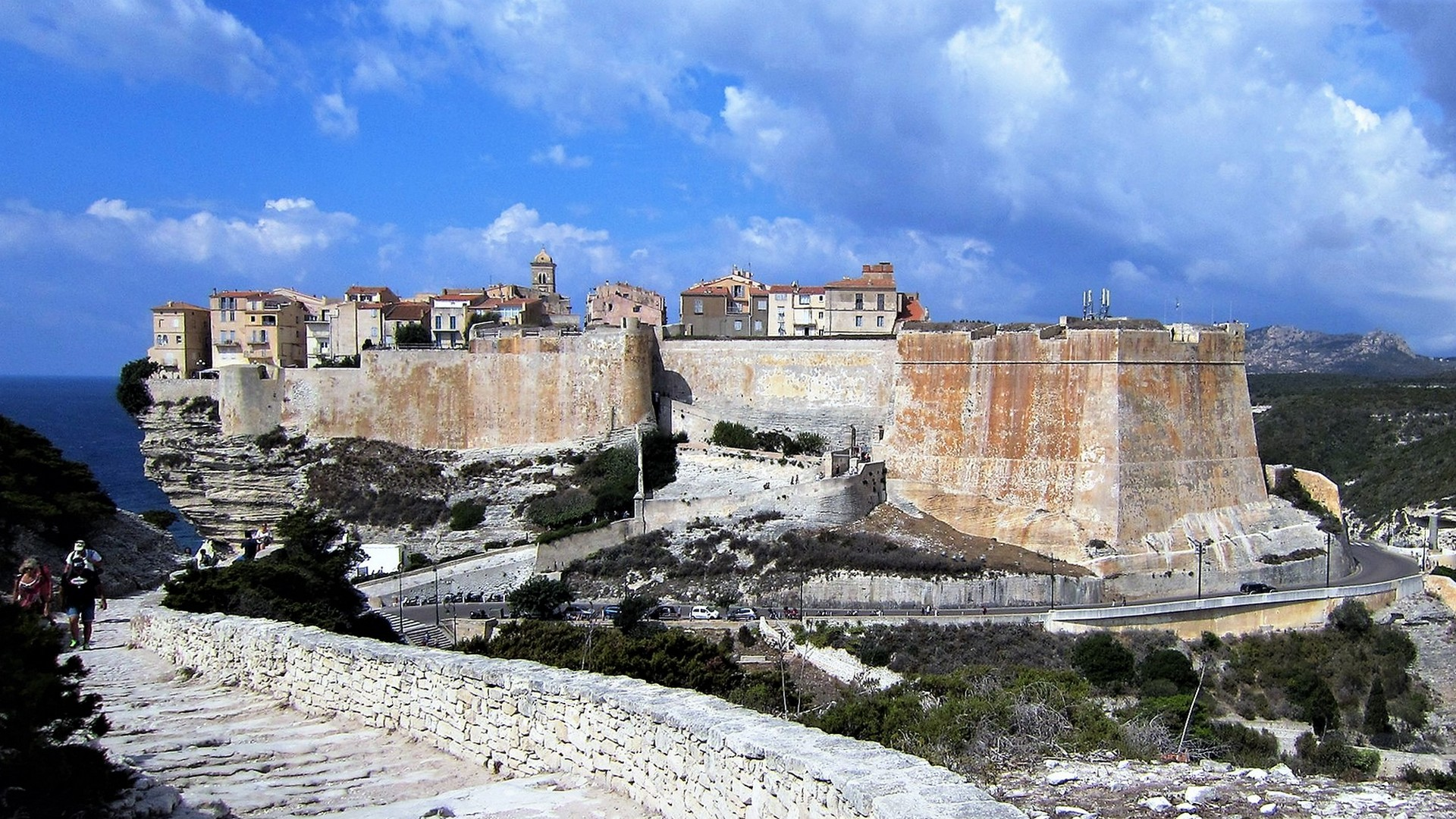
博尼法乔城堡
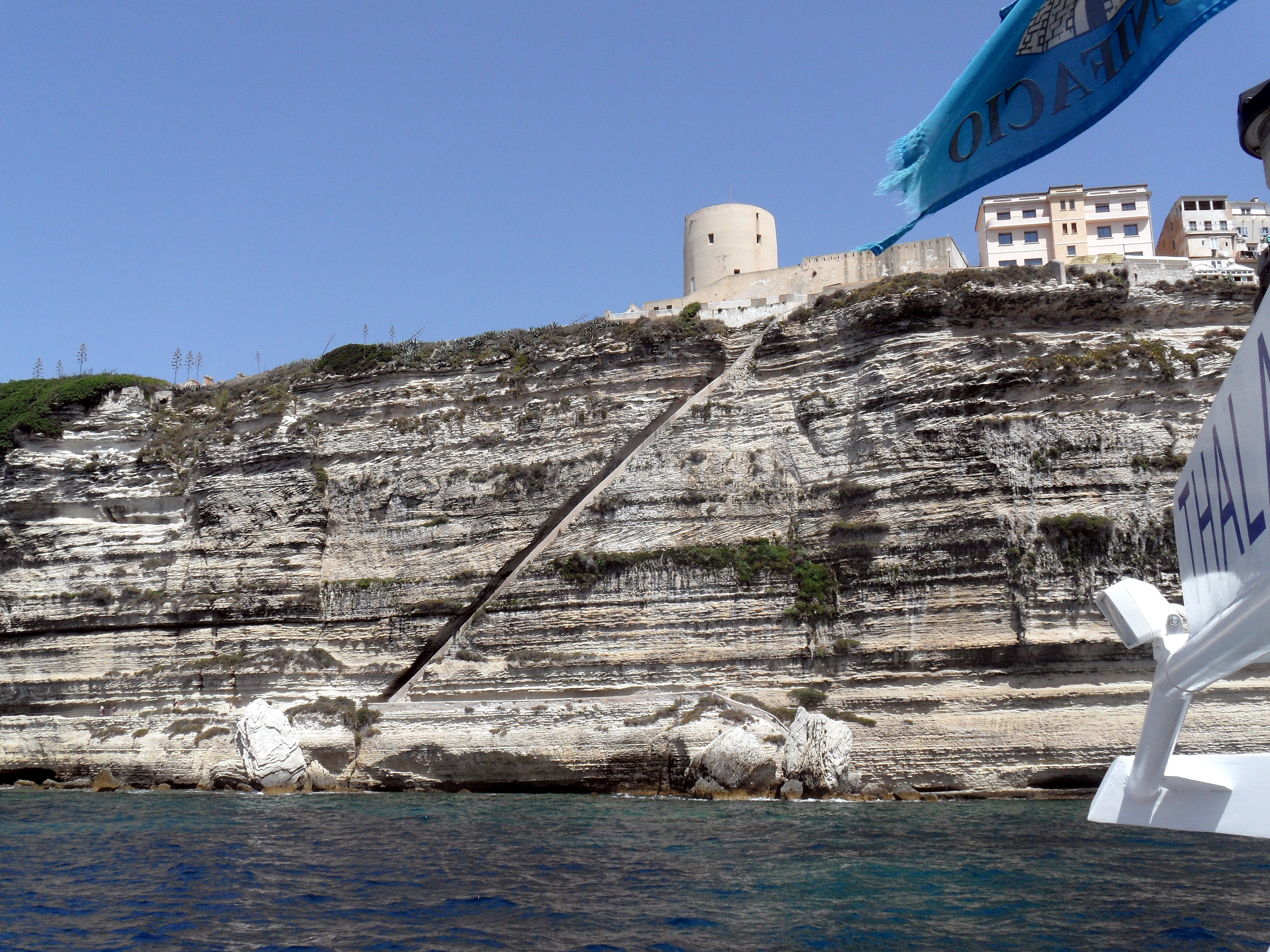
阿拉贡国王台阶
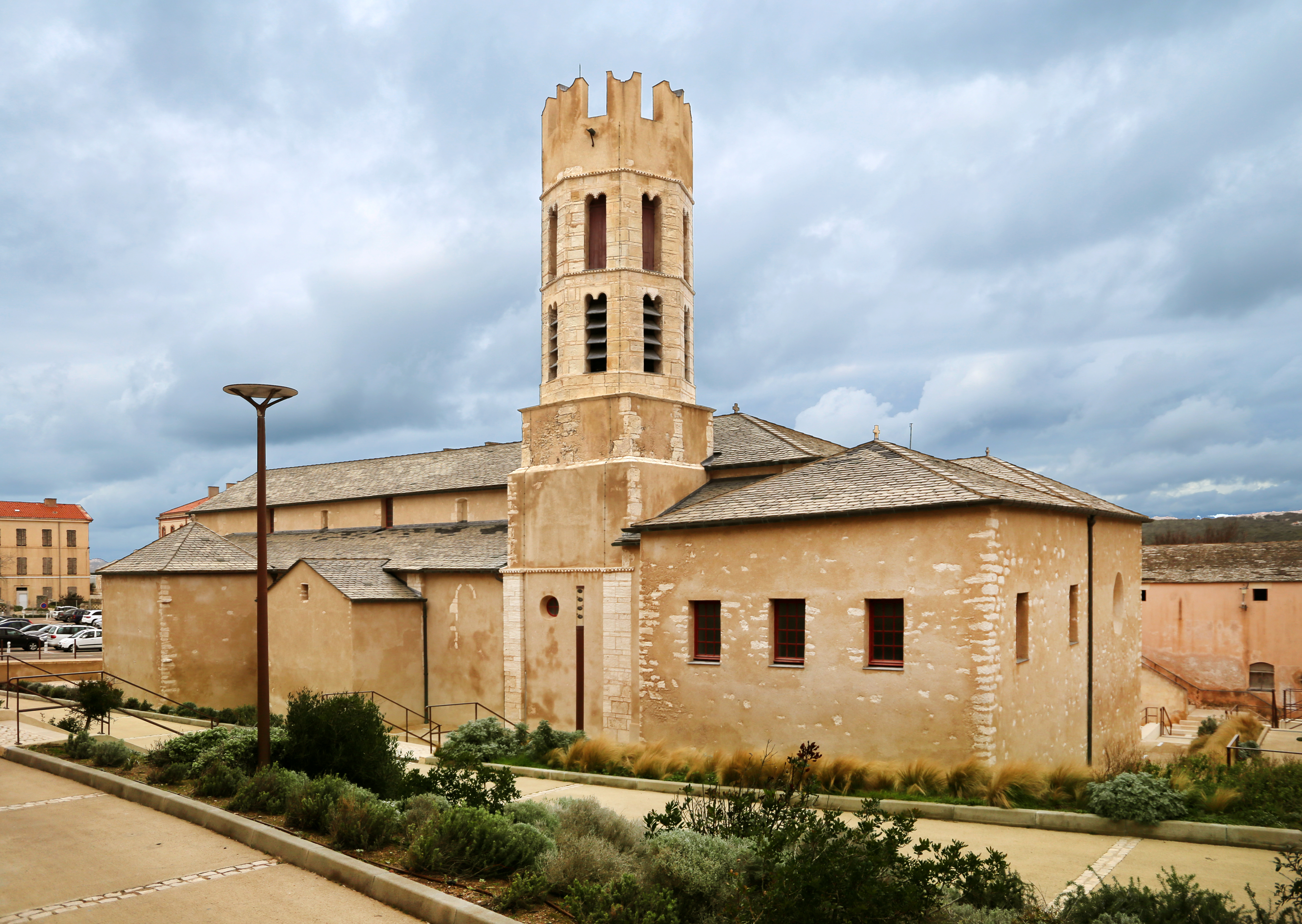
博尼法乔圣多米尼克教堂（法语：Église Saint-Dominique de Bonifacio）
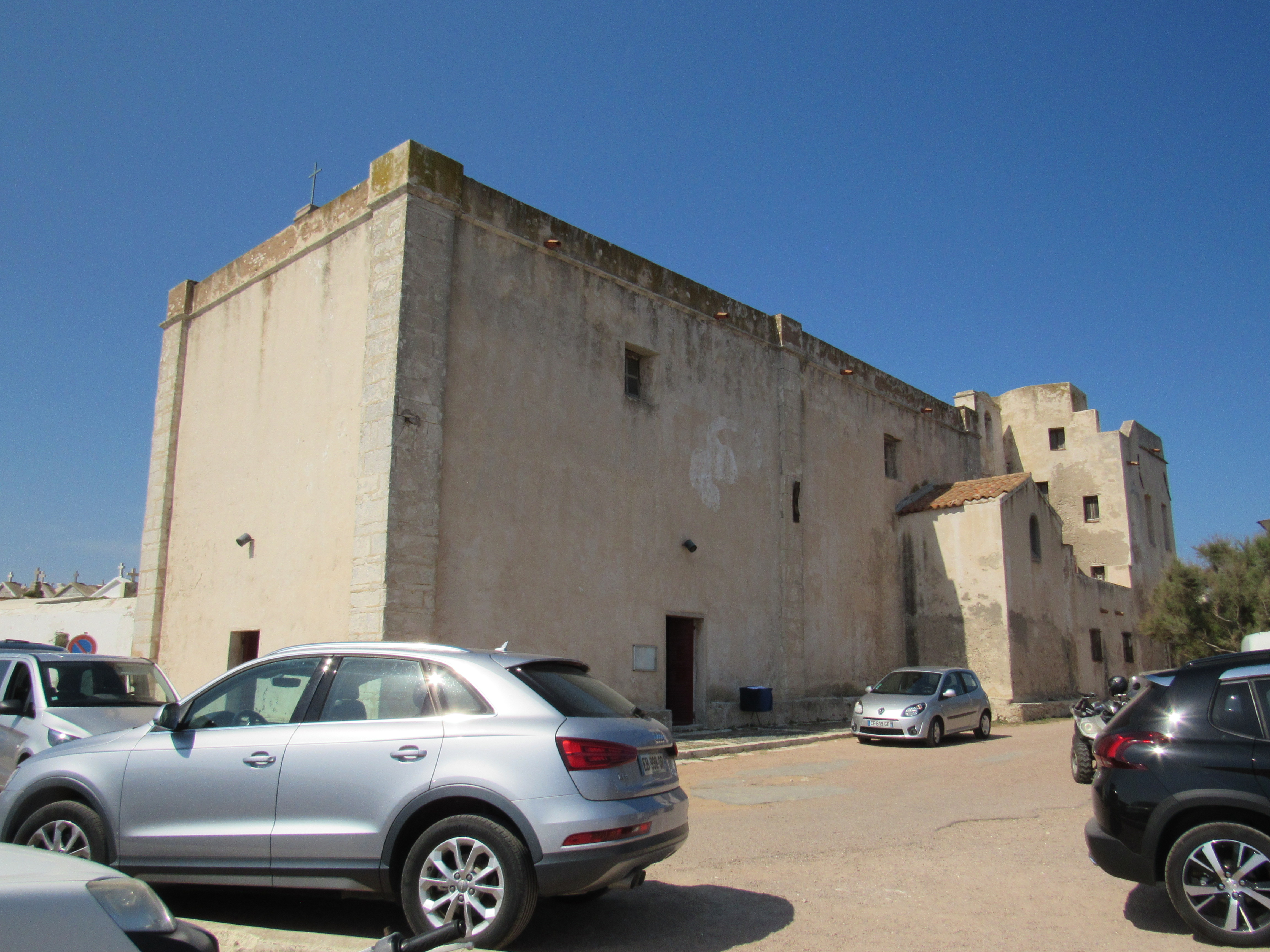
圣弗朗索瓦教会（法语：Couvent Saint-François de Bonifacio）
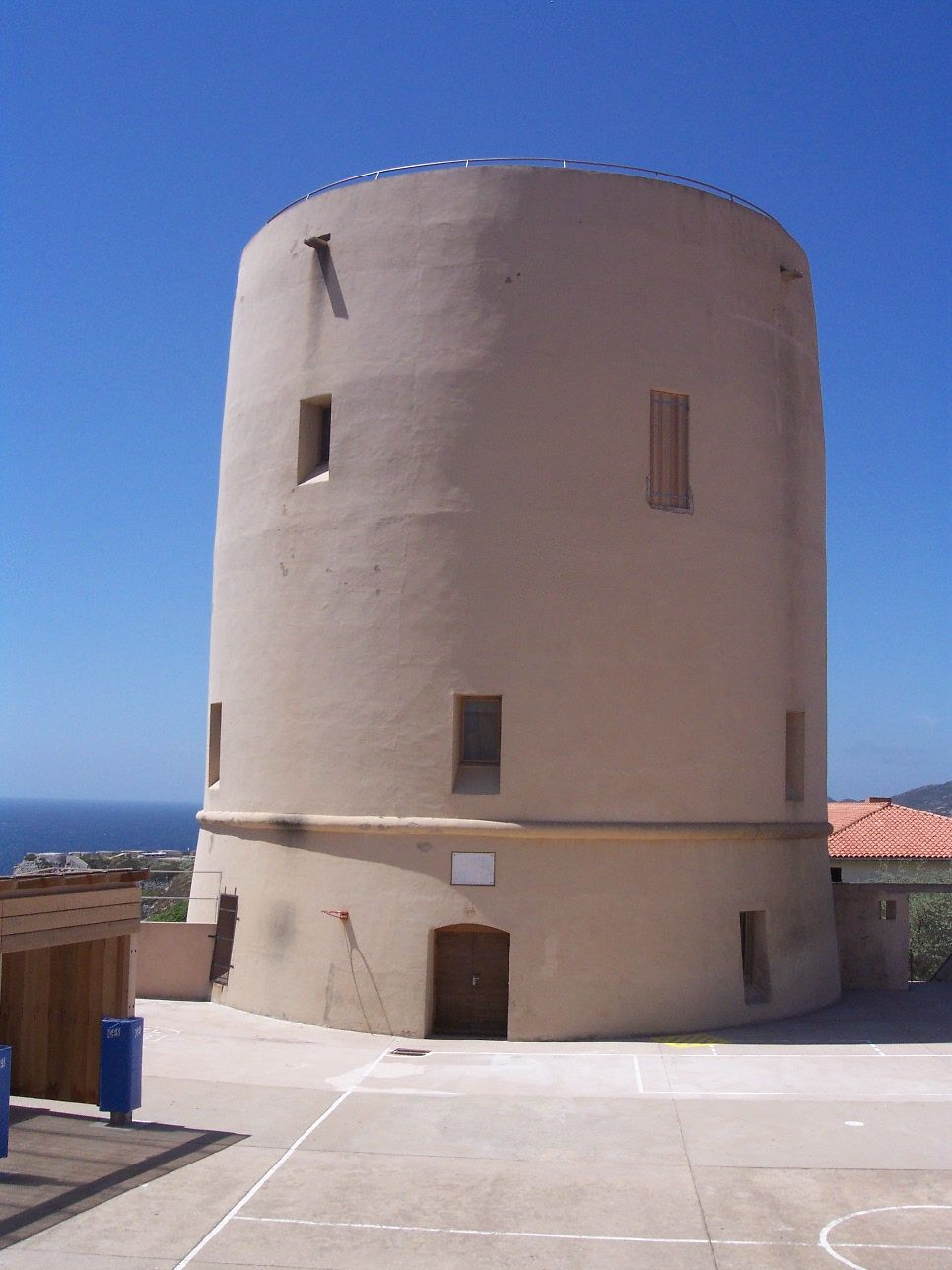
塔楼
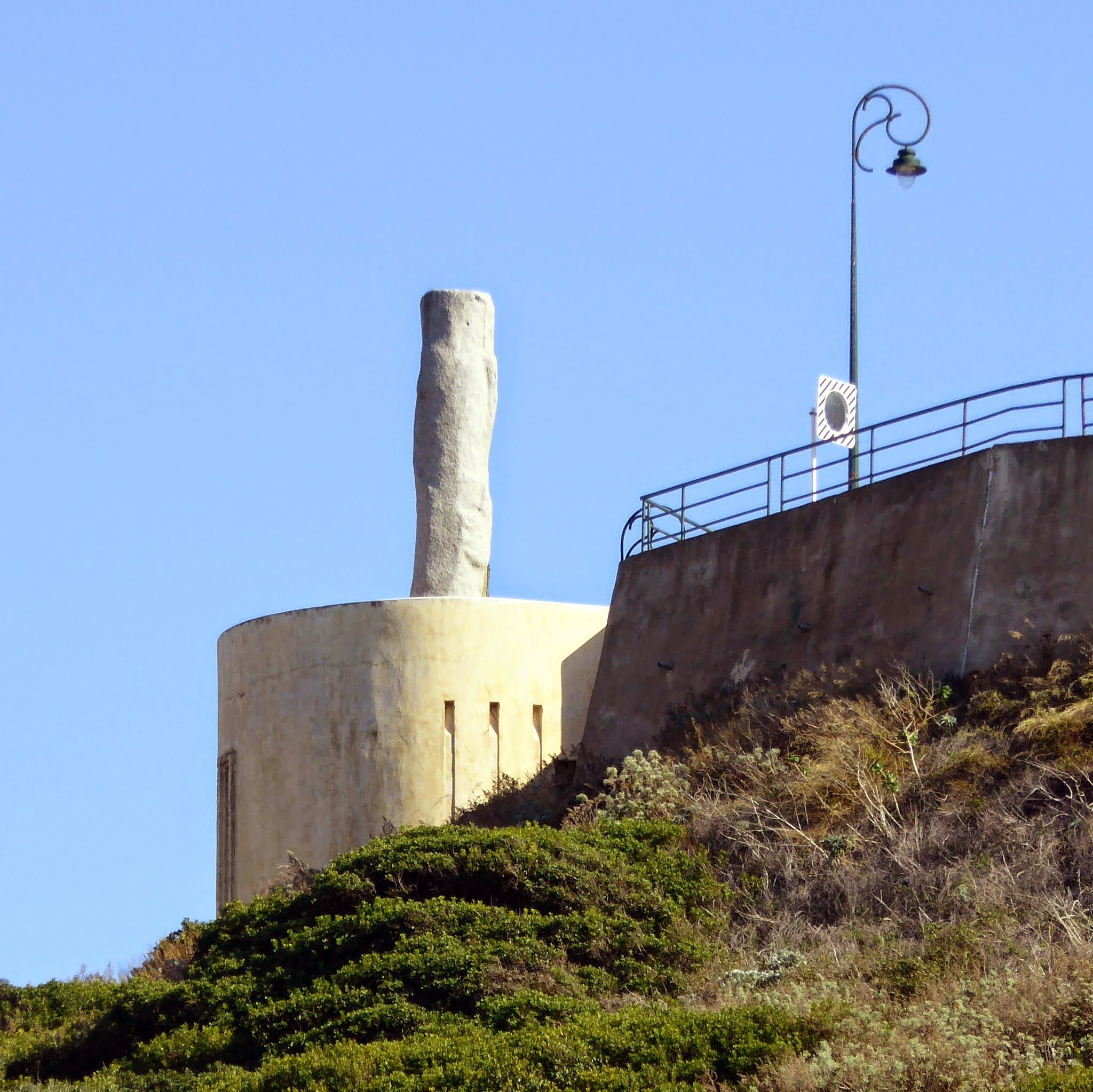
瞭望塔
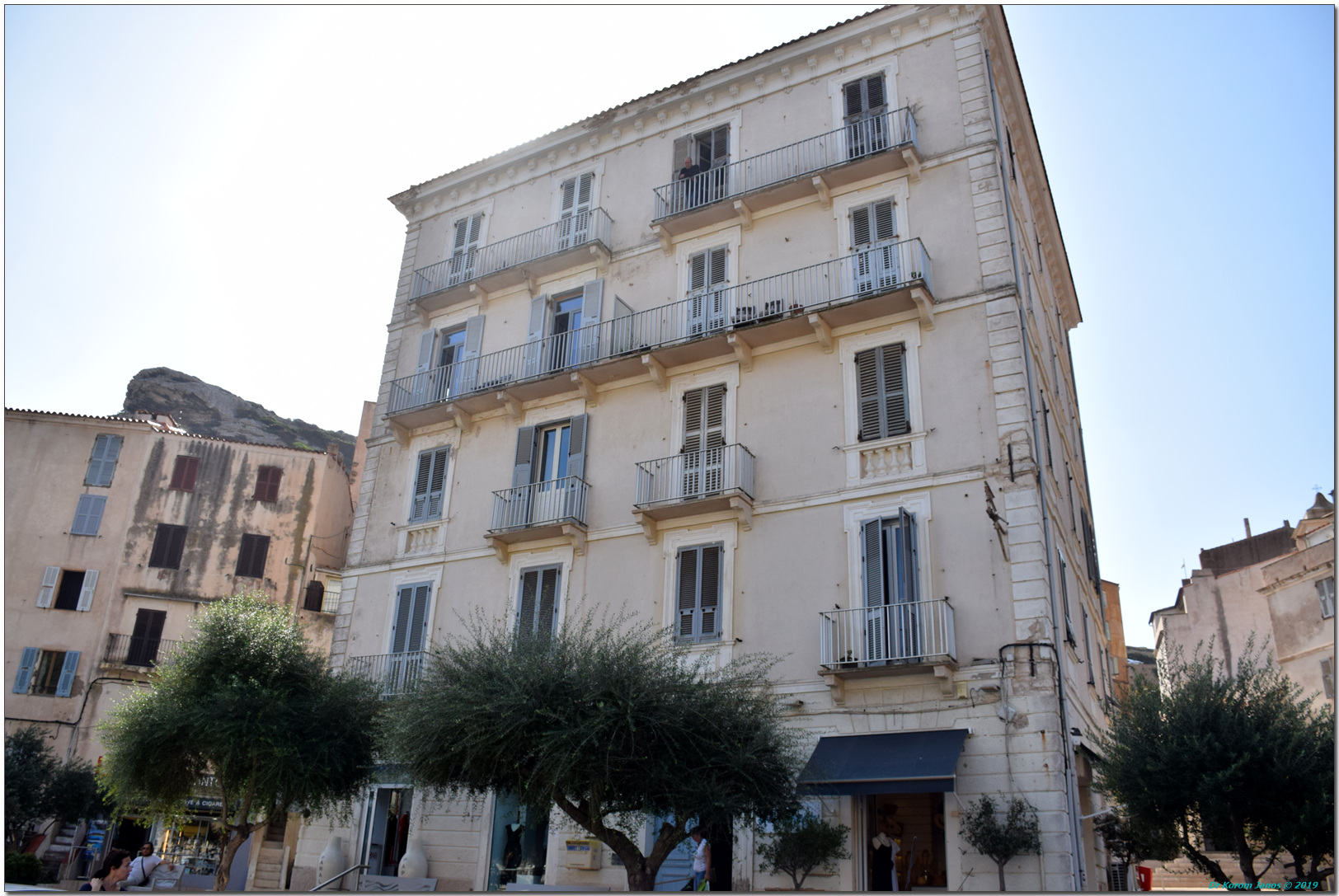
传统公寓楼

### 旅游
博尼法乔的旅游事务由其所属的南科西嘉市镇公共社区联合各级政府协调负责。2023年，博尼法乔境内共有23家酒店共计497间房间；另有9个露营地，可容纳共1,743辆露营车。

### 媒体
法国主要的媒体均可在博尼法乔接收，法国电视三台下属的科西嘉大区频道在部分时段播出博尼法乔所在南科西嘉省的地方新闻。《科西嘉早报》、蓝色法兰西科西嘉广播等是当地主要的地方性媒体。

## 相关人物
法国女演员玛丽-若泽·纳特出生于博尼法乔。

## 友好城市
截至2024年2月，博尼法乔共与一座城市建立了友好城市关系：
- 黎巴嫩 朱拜勒